# Mega Shark vs. Crocosaurus
Mega Shark vs. Crocosaurus ist ein US-amerikanischer Science-Fiction-Actionfilm aus dem Jahr 2010. Der ausnahmslos schlecht bewertete Streifen entstand unter der Regie von Christopher Ray und stellt den Nachfolgetitel des 2008 erschienenen Mega Shark vs. Giant Octopus sowie den zweiten Teil der vom Filmstudio The Asylum inszenierten Mega-Shark-Reihe dar. Am 21. Dezember 2010 in den Vereinigten Staaten via DVD und Blu-ray erstveröffentlicht, lief der Verkauf in Europa in den Folgemonaten an. Mit Mega Shark vs. Mechatronic Shark erschien 2014 eine Fortsetzung.

## Handlung
Bei Minenarbeiten im Kongo stoßen Arbeiter auf ein gigantisches Krokodil, das diese sofort attackiert. Die Betreiber der Mine engagieren daraufhin den erfahrenen Großwildjäger Nigel Putnam, der das Monstrum einfangen soll, was ihm schließlich auch gelingt. Währenddessen kommt es zwischen einem riesigen Hai und der US-Marine zu einer Konfrontation, der ein Kriegsschiff sowie dessen gesamte Besatzung zum Opfer fällt. Nur Dr. Terry McCormick, der bereits an einer Waffe zur Abwehr des Fisch-Ungetüms tüftelt, kann sich lebend retten – und wird von der CIA-Agentin Hutchinson angeheuert, beim Erlegen des Hais zu helfen. Nigel, der das gefangene Krokodil indes auf einen Frachter verladen hat und es ausliefern will, wird unverhofft das nächste Ziel des gefräßigen Fisches, der ihn attackiert und versenkt, wobei das Reptil aus dem Schiff entkommen kann. Nigel überlebt und wird von Hutchinson dazu verpflichtet, beim Aufhalten der wütenden Biester zu helfen; sehr zum Unwillen von Terry, der schon früher eine unschöne Bekanntschaft mit Nigel gemacht hat und, ebenso wie dieser, von seinem jetzigen Gegenüber abgeneigt ist. Für Agent Hutchinson stellt sich nun nicht nur die Frage, wie sie ihre streitenden „Kollegen“ auf das Wesentliche aufmerksam machen, sondern auch die eine Schneise des Chaos und der Zerstörung hinterlassenden, augenscheinlich zutiefst verfeindeten Ungeheuer aufhalten soll …

## Rezeption
Mega Shark vs. Crocosaurus, gedreht in Los Angeles, wurde durchweg sehr schwach bis schlecht bewertet. So vergaben die Kritiker der Programmzeitschrift TV Spielfilm einen symbolischen „Daumen nach unten“ und urteilten knapp: „Ungereimtheiten und billige Effekte“.

„Dies ist ein schlechter Film. Und er weiß es. Und hat unendlich Spaß daran […] Wer Trash will, der bekommt hier die volle Ladung. Und wird Tränen vor Lachen in den Augen haben, wenn man … hinreißend alberne Monster kämpfen sieht.“

„Billiger C-Horror, der nicht annähernd das Vergnügen vermittelt, das die Autorin beim Ersinnen des haarsträubenden Plots gehabt haben mag.“